# برايان وايت (سياسي)
برايان وايت هو سياسي كندي، ولد في 17 يناير 1951. حزبياً، نشط في الحزب الكندي التقدمي المحافظ. وقد انتخب عضو مجلس العموم الكندي.